# Zamoszsza (rejon dokszycki)
Zamoszsza (biał. Замошша; ros. Замошье, Zamoszje) – wieś na Białorusi, w obwodzie witebskim, w rejonie dokszyckim, w sielsowiecie Berezyna. W 2009 roku liczyła 14 mieszkańców.